# Bhugathagalli, Mysore
Bhugathagalli là một làng thuộc tehsil Mysore, huyện Mysore, bang Karnataka, Ấn Độ.